# Vapelnäs
Vapelnäs är ett bostadsområde vid Svartviksfjärden mellan Kvissleby och Sundsvall i Sundsvalls kommun. Från 2015 avgränsar SCB här en småort, efter att tidigare ha ingått i Svartviks tätort.